# 116 Dywizja Pancerna
116 Dywizja Pancerna (niem. 116. Panzer-Division) – niemiecka dywizja pancerna z okresu II wojny światowej.

## Historia
Dywizja została sformowana zgodnie z rozkazem z dnia 28 marca 1944 roku na terenie Francji z resztek oddziałów rozbitej na froncie wschodnim 16 Dywizji Grenadierów Pancernych oraz pododdziałów 179 Rezerwowej Dywizji Pancernej. 
W czerwcu 1944 roku została włączona do odwodu 15 Armii w rejonie Pas-de-Calais. Po lądowaniu aliantów we Francji pozostała w rejonie Pas-de-Calais. W sierpniu 1944 roku wchodząc w skład przerzuconego z frontu wschodniego II Korpusu Pancernego SS brała udział niemieckiej kontrofensywie w Normandii. W trakcie tych walk poniosła ciężkie straty.
We wrześniu 1944 roku została wycofana z linii frontu i skierowana do Akwizgranu, gdzie stacjonowała do grudnia 1944 roku. W tym czasie dostała uzupełnienia zarówno w ludziach jak i sprzęcie. 
W styczniu 1945 roku weszła w skład 5 Armii Pancernej i wzięła udział niemieckim kontrnatarciu w Ardenach. 
Po zakończeniu walk w Ardenach wycofała się na teren Nadrenii, gdzie brała udział w walkach w Zagłębiu Saary. Otoczona przez wojska amerykańskie skapitulowała w kwietniu 1945 roku.

## Oficerowie dowództwa dywizji
Dowódcy dywizji
- gen. mjr Gerhard Müller (1944)
- gen. wojsk panc. Gerhard von Schwerin (1944)
- p.o. płk Heinrich Voigtsberger (1944)
- gen. mjr Siegfried von Waldenburg (1944–1945)

## Skład dywizji
- 16 pułk pancerny (Panzer-Regiment 16)
- 60 pułk grenadierów pancernych (Panzer-Grenadier-Regiment 60)
- 156 pułk grenadierów pancernych (Panzer-Grenadier-Regiment 156)
- 146 pułk artylerii pancernej (Panzer-Artillerie-Regiment 146)
- 116 pancerny batalion rozpoznawczy (Panzer-Aufklärungs-Abteilung 116)
- 281 dywizjon artylerii przeciwlotniczej (Heeres-Flak-Artillerie-Abteilung 281)
- 228 dywizjon niszczycieli czołgów (Panzerjäger-Abteilung 228)
- 675 pancerny batalion pionierów (Panzer-Pionier-Bataillon 675)
- 228 pancerny batalion łączności (Panzer-Nachrichten-Abteilung 228)
- 146 polowy batalion zapasowy (Feldersatz-Bataillon 146)